# Defenestration (Band)
Defenestration war eine englische Alternative- und Nu-Metal-Band aus Kettering, die 1999 gegründet wurde und sich 2004 auflöste.

## Geschichte
Die Band wurde im Sommer 1999 von Teenagern in einem Club in Northamptonshire gegründet und bestand aus der Sängerin Gen Tasker, den Gitarristen Jamie Thompson und Robert Reeves, Lyndsey am Bass und Chink am Schlagzeug. Nach einem ersten Demo kam Scott Warner als neuer Bassist zur Besetzung. Kurz darauf folgten Auftritte im Vorprogramm von Brutal Deluxe, Raging Speedhorn und Tribute to Nothing. Im Jahr 2000 unterzeichnete die Band einen Plattenvertrag bei Barney Greenways Label Dream Catcher Records, woraufhin sie drei Monate an ihrem Debütalbum arbeitete. Gegen Ende des Jahres wurde mit den Aufnahmen begonnen. Währenddessen verließ Chink die Besetzung, wurde zunächst durch Jamie Thompsons Bruder Dave, welcher in der Band Scurge spielte, ersetzt, ehe im Februar 2001 Stace Maher als permanenter Ersatz dazustieß. Nach einer Tournee mit Napalm Death erschien das Album im Mai unter dem Namen One Inch God. Das Album war von Simon Efemy produziert worden. Im Lied All Fours sind Mark Greenway von Napalm Death und Cliff Lambert von Scurge als Gastmusiker und John Loughlin von Raging Speedhorn in Til The Cows zu hören. Im Juli schlossen sich Auftritte mit Megadeth in Großbritannien an, ehe weitere mit Therapy? im Oktober folgten. Auch nahm die Band an der Tattoo the Planet Tour teil und spielte in der Londoner Wembley Arena zusammen mit Slayer, Sepultura und Cradle of Filth. Außerdem ging die Gruppe mit Therapy? auf eine Tournee durch das europäische Festland. 2001 spielte die Band auch auf den Reading and Leeds Festivals. Bei Auftritten im Februar 2002 im Vorprogramm von Will Haven spielte Ben Gordelia, Sohn des ehemaligen Angel-Witch-Bassisten Pete Gordelier, das Schlagzeug. Nach dem Erscheinen der Split-Veröffentlichung Year of the Slug mit Scurge beschloss Gordelia im August sich nur noch um sein Aufnahmestudio zu kümmern. Zudem trennte sich die Band von ihrem Management. Im Oktober spielte sie mit dem neuen Schlagzeuger Kieran Brain Auftritte in Großbritannien. Nach der Veröffentlichung des Albums Ray Zero im Oktober 2003 wurden weitere Konzerte Anfang 2004 in Großbritannien abgehalten. Später im Jahr kam es zur Auflösung der Band.

## Stil
Laut Christian Graf in seinem Nu Metal und Crossover Lexikon hört die Band während sie an neuen Liedern schreibt Alternative Rock, damit man nicht in typische Metal-Klischees verfalle. Laut Jole McIver in dem Buch The Next Generation of Rock & Punk Nu Metal spielt die Band jugendlichen und extremen Nu Metal im Stil von Raging Speedhorn. Stefan Müller vom Metal Hammer schrieb in seiner Rezension zu One Inch God, dass hierauf Riffs im Stil von Black Sabbath und Noise-Einflüsse zu hören sind. Im Mittelpunkt stehe allerdings Taskers Gesang, der zum einen „in moderater Lage mit beschwörenden Melodien um die Gunst der Hörer buhlt, andererseits mit derben Schreipassagen akustisch Krallen zeigt“. Die Musik sei schwer einzuordnen und wirke stellenweise orientierungslos, es seien jedoch Einflüsse von Alice in Chains, Fear of God und EyeHateGod hörbar. In einer späteren Ausgabe rezensierte Gunnar Sauermann Ray Zero. Geprägt werde auch dieses Album durch Taskers wechselhaften Gesang, der Erinnerungen zu Tairrie B. von Tura Satana und My Ruin wachrufe. Die Musik sei im Vergleich zu der von My Ruin und Kittie bissiger. Die Gruppe sei allerdings Bands wie Backyard Babies, Turbonegro oder Gluecifer unterlegen.

## Diskografie
- 2001: One Inch God (Album, Dream Catcher Records)
- 2002: Year of the God (Split mit Scurge, West 46th Recordings)
- 2003: Ray Zero (Album, Dream Catcher Records)
- 2004: For Us It Ends When We Drown (EP, Rising Records)